# T-ara N4
T-ara N4 (viết tắt của tên T-ara Brand New 4) là nhóm nhỏ của nhóm nhạc nữ Hàn Quốc T-ara, trực thuộc hãng đĩa MBK Entertainment. Nhóm nhỏ gồm có 4 thành viên, Eunjung, Hyomin, Jiyeon và Areum. Nhóm ra mắt thị trường Hàn Quốc và Mỹ vào năm 2013 với album đầu tay Jeon Won Diary.

## Lịch sử
Ngày 9 tháng 4 năm 2013, CCM (nay là MBK Entertainment) thông báo thành lập nhóm nhỏ mang tên 'T-ara N4'. Nhóm gồm 4 thành viên: Jiyeon, Eunjung, Hyomin và Areum. Họ cho ra mắt album mới vào ngày 29/4/2013, được sản xuất bởi Duble Sidekick. Bài hát được lấy cảm hứng từ phim cũ "Cuộc sống thôn quê", có tên là "Countryside Life" (Jeon Won Diary) và cũng là tên của album. Bài hát sẽ có những điệu nhảy hip hop sôi động. Trong chuyến lưu diễn đến Mỹ của T-ara N4 cùng với Chris Brown và thành viên mới - Dani, nhóm đã gặp rất nhiều khó khăn từ sự đón nhận của khán giả cũng như từ thái độ của Chris Brown.
Ngày 10 tháng 7 năm 2013 Areum đã tuyên bố tách khỏi T-ARA cũng như T-ARA N4 để theo đuổi sự nghiệp hát đơn. Theo thông tin, Dani sẽ thay thế vị trí của Areum. T-ARA N4 sẽ hợp tác với Chris Brown để cho ra 1 phiên bản khác của Countryside Life. Theo nhiều thông tin từ phía Popular Entertainment cho biết, T-ara N4 sẽ chính thức debut tại Mĩ vào tháng 3/2014 với album mới mang tên Miss Understood, album này sẽ có sự hỗ trợ của Chris Brown, Wiz Khalifa, Ray J và nhiều nghệ sĩ khác.

## Sự nghiệp

### Ra mắt mini-albumCountryside Life (Jeon Won Diary)
Ngày 10 tháng 4, ảnh Ji Yeon trong nhóm nhỏ xuất hiện. Ngày 12 tháng 4, ảnh của Hyomin xuất hiện cùng với tên của nhóm nhỏ T-ara N4, viết tắt của "T-ara Brand New 4". Teaser đã xuất hiện trên Youtube, GomTV và các trang mạng khác và ngày 15/4. Ca khúc này có hai phiên bản, gồm bản Drama (phiên bản phim) và Dance (phiên bản nhảy).
Ngày 25 tháng 4, T-ara N4 tiếp tục tiết lộ teaser khác cho video "Countryside Life". Ca khúc này nằm trong album đầu tay của nhóm là "Jeon Won Diary".

## Cựu thành viên
| Tên thành viên | Tên thành viên | Tên khai sinh  | Tên khai sinh | Ngày sinh         |
| Nghệ danh      | Hangul         | Nghệ danh      | Hangul        | Ngày sinh         |
| -------------- | -------------- | -------------- | ------------- | ----------------- |
| Eunjung        | 은정           | Ham Eun-jeong  | 함은정        | 12 tháng 12, 1988 |
| Hyomin         | 효민           | Park Sun-young | 박선영        | 30 tháng 5, 1989  |
| Jiyeon         | 지연           | Park Ji-yeon   | 박지연        | 7 tháng 6, 1993   |
| Areum          | 아름           | Lee Ah-reum    | 이아름        | 19 tháng 4, 1994  |
| Dani           | 다니           | Danielle Kim   | 다니엘레 김   | 23 tháng 12, 1999 |

### Xếp hạng
| 2013                                                                         | "Jeon Won Diary" | 11 | 15 | Jeon Won Diary |
| "—" denotes releases that did not chart or were not released in that region. |                  |    |    |                |